# طاووسک پشت‌سیاه
طاووسک پشت‌سیاه (نام علمی: Porphyrio indicus) نام یک گونه از سرده طاووسک‌ها است.